# دیانا توریه‌ری
دیانا توریه‌ری (ایتالیایی: Diana Torrieri؛ ‏ ۹ اوت ۱۹۱۳ – ۲۷ مارس ۲۰۰۷) بازیگر اهل ایتالیا بود. در طول جنگ جهانی دوم، او یک پارتیزان و عضو حزب عمل بود و حتی در جریان آزادسازی میلان زخمی شد. در سال ۱۹۴۹، او با خوردن قرص خواب‌آور سعی کرد خودکشی کند.
از فیلم‌ها یا مجموعه‌های تلویزیونی که وی در آن‌ها نقش داشته است، می‌توان به دون پاسکواله اشاره نمود.